# Ерохин (фамилия)
Еро́хин (рус. дореф. Ерохинъ) — русская фамилия. Первое письменное упоминание зафиксировано во второй половине XV века.

## Происхождение
Из старорусского языка Єрохинъ (не позднее 1554 года), из личного имени Єроха (фиксируется лишь в 1569 году), из неустановленной формы.
В Литовской метрике в Перепись служилых людей от 1492 года упоминается Ерох, Хотеев сын, слуга щитный Дубровенского пути.
В древних грамотах упоминаются: 
- в 1498 году — Ероха Федков, новгородец;
- в 1571 году — Ероха Степанов, стрелец в городе Епифань.

С XVI века часты упоминания и семейного прозвания Ерохин: 
- в 1541 году — Федко Ерохин, житель Торопецкого уезда;
- в 1587 году — Волокита Ерохин, житель Дедиловского уезда;
- в 1596 году — Артемий Фролович Ерохин, в городе Одоеве;
- в 1660 году — Оска Ерохин, псковский пушкарь[1].

В 1629—1631 годы в «Списке крестьян Комарицкой волости Глодневского и Брасовского станов, кто и с каким боем должен быть в Брянске в осадное время» указан — из села Городища Митка Ерохин с рогатиной .
В списке «Севские служивые люди 1676 года» указан — десятник Оська Ерохин с коробином и с саблею .
В «Книге переписной церковнослужителей, казаков, солдат, пушкарей и стрельцов города Севска 1721—22 годов» указаны — севский казак Козьма Остафьев сын Ерохин и пушкарь Иван Иванов сын Ерохин.
По преобладающей версии основой фамилии Ерохин послужили обиходные формы мирского имени Ероха, Ероша, Ерошка, образованное от канонического церковного христианского мужского имени Иерофей (др.-греч. hieros — ’священный’, theos — ’бог’) вышедшего из употребления ещё в XIX веке. Смежными фамилиями, аналогичного происхождения, являются: Ерохов, Ерюхин, Ерошкин, Ерошенко, Ерофеев, Ерошин, Ерощенко.
Согласно другой, менее преобладающей, версии, фамилия Ерохин происходит от мирского прозвища Ероха. Ершистый, так называли задиристого и неуступчивого человека, по созвучию с глаголом «ершиться». Иногда оно указывало на особенности внешнего вида – всклоченные и взъерошенные, торчащие в разные стороны или вьющиеся непослушные волосы, ершистые волосы.
Академик Веселовский относит к фамилиям Северо-Восточной Руси появившимся в XVI вехе от прозвища Ероха — неряха, лохматый.
В современное время сохранились менее распространённые и редкие варианты Ерох, Ероха.

## Распространённость
Ерохин — русская фамилия средней распространённости (не входит в список из 250 самых распространённых русских фамилий).
Ерохин на 451 месте входит в список 500 наиболее часто встречающихся фамилий в СССР в начале XX века.
По данным американского статистического ресурса Forebears.io на 2014 год, фамилия Ерохин занимала 29 339-е место по распространённости в мире: её носили 18 304 человека. Распространённость фамилии по странам:
| Страна       | Кол-во носителей | Частота    | Популярность |
| ------------ | ---------------- | ---------- | ------------ |
| Россия       | 16 974           | 1:8491     | 1123         |
| Казахстан    | 488              | 1:36235    | 4869         |
| Украина      | 386              | 1:117958   | 16637        |
| Беларусь     | 198              | 1:47985    | 8174         |
| Кыргызстан   | 56               | 1:106655   | 12723        |
| Таиланд      | 45               | 1:1569741  | 208465       |
| Туркменистан | 37               | 1:148355   | 3025         |
| Узбекистан   | 27               | 1:1145465  | 21534        |
| США          | 19               | 1:19076050 | 604828       |

Ерохин занимает 29 339-е место среди наиболее часто встречающихся фамилий в мировом масштабе, и носитель примерно 1 из 398 140 человек. Фамилия Ерохин чаще всего встречается в Европе, где проживает 68 процентов Ерохиных; 68 процентов живут в Восточной Европе и 68 процентов – в восточно-славянской Европе.
Чаще всего Ерохин встречается в России, где 16 974 человека, или 1 из 8 491. 
В России Ерохин наиболее многочислен в: 
- Москве, где проживают 8 процентов,
- Московской области, где проживают 7 процентов, и
- Приморском крае, где проживают 7 процентов.

Помимо России Ерохин встречается в 33 странах мира. В Казахстане, где проживают 3 процента, и на Украине, где проживают 2 процента.

## Фамилия Ерохин в искусстве и литературе
Известные носители фамилии: см. Ерохин.

### В художественной литературе
В повести Ивана Бунина «Суходол» (1911 год): 

А весной привозили к барышне колдуна из села Чермашного, знаменитого Клима Ерохина, благообразного, богатого однодворца, с сивой большой бородой, с сивыми кудрями, расчёсанными на прямой ряд, очень дельного хозяина и очень разумного, простого в речах обычно, но преображавшегося в волхва возле болящих.

В рассказе Бориса Житкова «Николай Исаич Пушкин» из цикла «Морские истории» (1928 год):

И так вот всякий капитан.
Потому и говорят: «Ерохин снялся; Фёдор с моря идет».
А в «Фёдоре» этом — десять тысяч тонн, и на носу накрашено: «Меркурий».

В повести Юрия Кларова и Анатолия Безуглова «Конец Хитрова рынка» (1994 год): 

Ерохин был владельцем единственной в уголовном розыске немецкой овчарки по имени Треф. Треф ленью и чистоплотностью очень походил на своего хозяина. Уговаривать его в непогоду выйти на улицу было сущим мучением, а в ограбленной квартире он интересовался абсолютно всем, кроме следов преступника.

### В документальной прозе
В очерке Александра Кузнецова «Шквальный огонь» (1942 год): 

Орудие приготовилось встретить врага в лоб, но тут обнаружили, что пулей поврежден прицел. Недолго думая, Ерохин скрепил прицел лямкой. Лётчики, полагая, что орудийный расчёт уничтожен, шли проверить результаты своего разбоя, и тут заговорило орудие Ерохина. «Юнкерс» резко свернул и, набрав высоту, скрылся.

### В кино
В советском остросюжетном художественном фильме Я объявляю вам войну (1990), сценарий которой написали Валентин Черных, фамилию Ерохин носит главный персонаж: офицер, подполковник в отставке Владимир Ерохин (которого играет Николай Ерёменко).